# 氷山

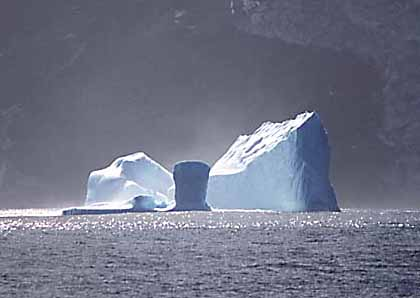
南極海の氷山

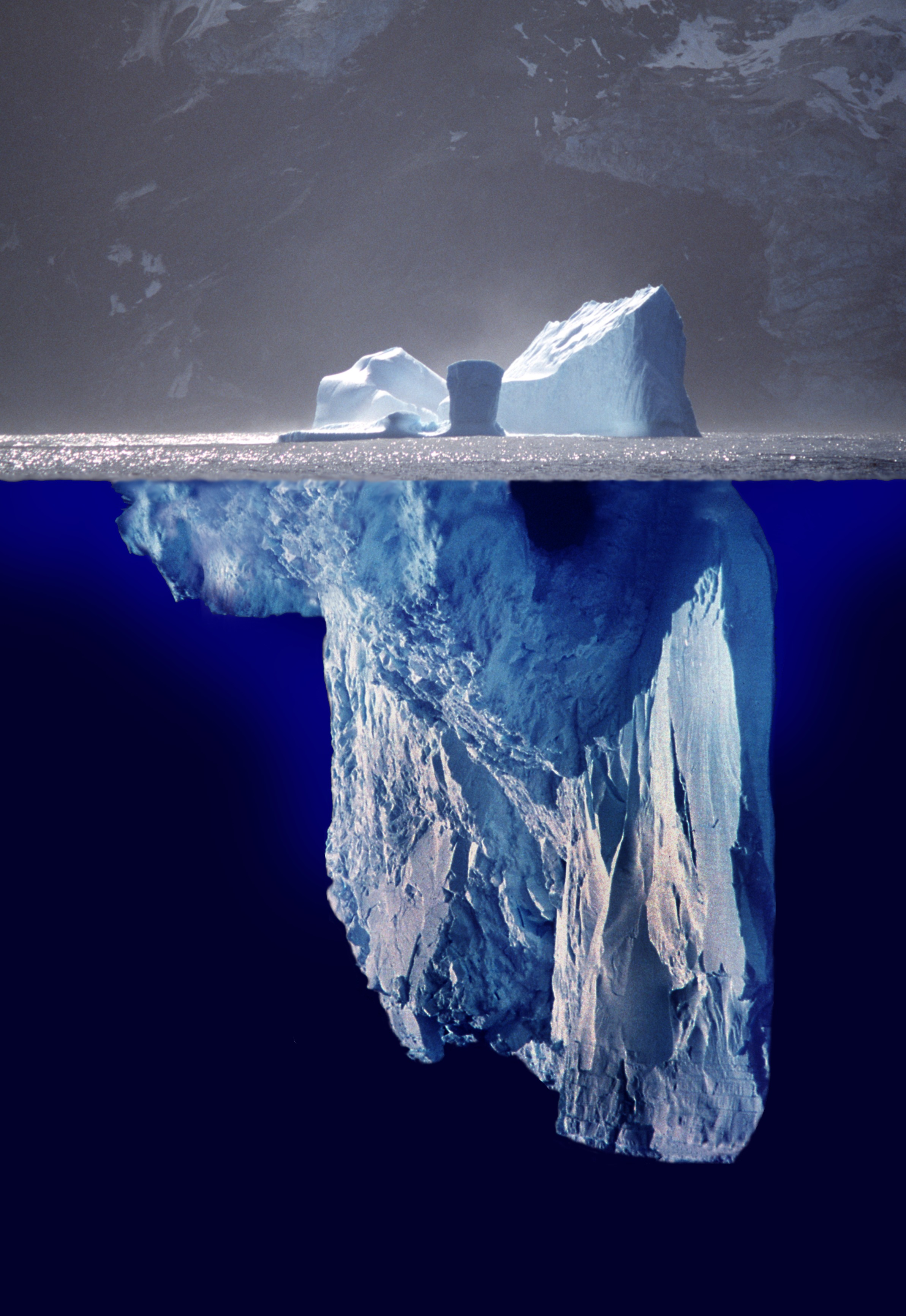
氷山の一角のイメージ
水面下は海上の氷山の写真を反転させて合成している

氷山の形。色は、通常白色だが、気泡で曇った白となり、亀裂や見方や光の加減で白から青、不純物によって緑や黄色、虹色となる場合もある。

氷山（ひょうざん、英語: iceberg）とは氷河または棚氷から海に流れ出した大きな氷の塊である。

## 物理的性質
氷の密度は920 kg/m3、海水の密度は1,025 kg/m3と、わずかに軽いにすぎないので、氷山の90%は水面下にあり、水上に出ている部分から水中の形状を推測するのは困難である。
また、非常に頑丈であり巨大な重量を有するため、容易に船体を損傷させる。このため、船の航行にとっては非常に危険なものである。氷山との衝突事故で最も有名なものの1つが、1912年4月14日の「タイタニック号沈没事故」である。

## 成因と分布
氷山が見られる海域は限られており、南半球では南氷洋、北半球ではグリーンランド東岸とその周辺の島々から氷山分離したものが北大西洋高緯度に広がる。北太平洋やベーリング海などでは氷山は見られない。
南極地域と北極地域では氷山の成因が異なる。南氷洋では、南極大陸から押し出された棚氷により形成されるため、上面の平らな台状を呈し、巨大なものが多い。北大西洋では氷河が海に流れ込んでできるので、とがった山型の形状のものが多い。
氷山の形成に関する説明は、1760年にロシア人のミハイル・ロモノーソフによって初めて発表された。

### 各海域の氷山

#### 北大西洋
20世紀になると氷山の研究や監視のため幾つかの機関が設立された。タイタニック事故を教訓にして1914年に設立された国際海氷パトロール(International Ice Patrol)は、北大西洋の氷山を監視している。
北大西洋に存在する氷山の平均的な一生は、およそ3,000年前に雪として降り、万年雪となって堆積して50年後には氷河となり、数千年かけて移動し、最後に氷河から分離して氷山として海に浮かぶことになる。同海域の氷山は、氷山になってから平均で3年経過したものである。

#### 南極海の氷山
南極の氷山はアメリカのNational Ice Centerが監視し命名している。名前は、以下に示す氷山が形成された場所を示すアルファベットと数字からなる。
| 符号 | 西限     | 東限     | 海域                               |
| ---- | -------- | -------- | ---------------------------------- |
| A    | 西経90度 | 0度      | ベリングスハウゼン海、ウェッデル海 |
| B    | 180度    | 西経90度 | アムンゼン海、ロス海東部           |
| C    | 東経90度 | 180度    | ロス海西部、ウィルクスランド       |
| D    | 0度      | 東経90度 | アメリー棚氷、ウェッデル海東部     |

2000年にロス棚氷から分離した氷山B15は、最初は1万1,000平方キロメートルの面積があり、記録されたもののなかで最大であった。2002年11月には2つに分裂した。2004年12月の時点でも、この氷山が分裂したもののなかで最大のもの（B15A）は面積が3,000平方キロメートルであり、依然として世界最大であった。

### 数の変動
北大西洋では、平均で毎年約500個の氷山が、大西洋横断航路に危険を及ぼす境界線である北緯48度より南に達している。ただ、この個数には大きな変動があり、最も少なかった1966年は0個、次に少ない1940年と1958年は1個となっている。この変動の原因としては、当初エルニーニョ・南方振動(ENSO)や北大西洋振動(NAO)などが考えられていたが、長期的に見ると関連性が薄いことが分かった。短期的には、NAOと強い関連性が見られることがある。
20世紀以降の氷河の後退に伴い、大規模な氷山の誕生（棚氷や氷河の崩落）が増加傾向にあるとされており、地球温暖化の影響ではないかと考えられている。

### 一覧
- B-15氷山 - 衛星写真で確認された中で最大の氷山
- A-38氷山（英語版） - 2004年に座礁し、ペンギンやアザラシの餌場を遮り、多数の餓死を起こした。
- A23a氷山（英語版） ‐ 1986年に南極のフィルヒナー棚氷した後、2020年から移動をはじめた。

## 大きさの分類
| 階級    | 階級       | 高さ | 高さ | 高さ | 高さ | 長さ | 長さ | 長さ | 長さ |
| 訳      | 原文       | 下限 | 下限 | 上限 | 上限 | 下限 | 下限 | 上限 | 上限 |
| 訳      | 原文       | m    | ft   | m    | ft   | m    | ft   | m    | ft   |
| ------- | ---------- | ---- | ---- | ---- | ---- | ---- | ---- | ---- | ---- |
| 氷岩    | Growler    | 000  | 000  | 1    | 3    | 000  | 000  | 5    | 16   |
| 氷山片  | Bergy Bit  | 1    | 3    | 4    | 13   | 5    | 15   | 14   | 46   |
| 小型*   | Small      | 5    | 14   | 15   | 50   | 15   | 47   | 60   | 200  |
| 中型*   | Medium     | 16   | 51   | 45   | 150  | 61   | 201  | 122  | 400  |
| 大型*   | Large      | 46   | 151  | 75   | 240  | 123  | 401  | 213  | 670  |
| 超大型* | Very Large | 75   | 240  | 000  | 000  | 213  | 670  | 000  | 000  |

## 回収と利用
北大西洋には氷山を巨大重機と専用船で回収し、工場で加工してウォッカ用の天然氷として販売する業者もある。

## 「氷山」を用いた表現
氷山の一角
海上に見える氷山は一部であり、海中にある氷山が大きいことから、全体像が明らかになっていない中で一部のことが明らかになっている状態のことを「氷山の一角」と比喩した表現をすることがある。
英語でも the tip of the iceberg と言う。
以吾所見乃氷山也（訓読：吾が見る所を以てすれば、乃ち氷山なり）
中国唐代、張彖が楊国忠の権勢を、太陽の下で溶ける氷山のようだと評した（『開元天宝遺事』）ことから、氷山は頼りないものの喩えに使われる。
※ただし、唐代の中国人の地理知識の範疇で、海洋に浮かぶ氷山の存在を知っていた可能性は低く、この表現の中の「氷山」とは本項で扱っている熟語としての意味ではなく、字義通りの「氷の山」と捉えるべきである。
本項で説明されているとおり、海洋を航行する船舶にとって本項の氷山は、「頼りないもの」とするには極めて危険な存在である。